# 지윤성

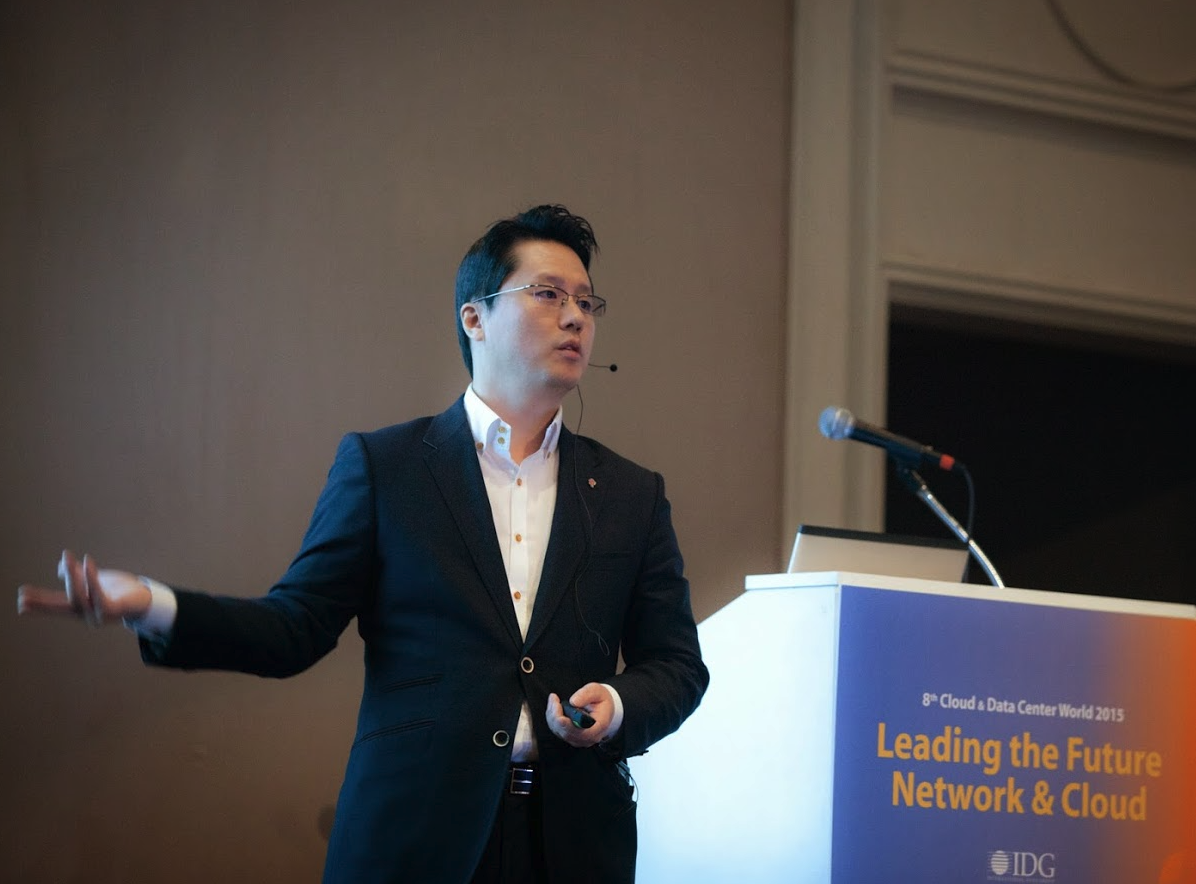
지윤성

지윤성(1972년)은 대한민국의 기업인이다. AI 전문기업인 링크브릭스 호라이즌 에이아이,   AI-ML 기반 데이터 분석 전문기업 링크브릭스와  여러 계열사 및 팩트체크 전문 언론사 뉴스톱의 공동 창업자이자 데이터 사이언티스트로 활동하고 있다. 링크브릭스 벤처스의 오너로서 스타트업 엑셀러레이터로서도 활동하고 있다. 본인이 창업한 투자사 링크브릭스벤처를 통하여 반도체 전문 설계 기업인 라이팩과 액시언에 주요 투자자로 참여하는 등 딥테크분야 공인 엑셀러레이터로도 활발히 활동하고 있다.

## 학력
- 고려대학교 언론대학원 언론정보 석사 (정보통신 전공)
- 명지대학교 경영전문대학원 경영정보 석사 (전자상거래 전공)
- Tampere University 통신공학 석사 (통신공학 전공)
- 한국해양대학교 해양공학 학사/석사 (해양공학 전공)

## 경력
- 2025년 1월~현재 : 링크브릭스 호라이즌 에이아이 (오너 및 CEO)
- 2021년 12월~현재 : 링크브릭스벤처스 & 인베스트먼트 (오너 및 CEO)
- 2020년 10월~현재 : 링크브릭스컴즈 (코파운더 및 CFO) 보관됨 2021-06-19 - 웨이백 머신
- 2017년 4월~현재 : 링크브릭스 (코파운더, CSO 및 데이터 사이언티스트)
- 2017년 4월~2024년 1월 : 뉴스톱 (코파운더, CFO 및 IT 전문 팩트체커)
- 2015년 1월~2017년 3월 : 한글과컴퓨터, 한컴핀테크 대표이사
- 2005년 1월 ~ 2015년 1월 : 한글과컴퓨터 모바일/클라우드 사업 실장
- 2003년 1월 ~ 2005년 1월 : 청담홀딩스(청담러닝) CSO
- 2000년 1월 ~ 2003년 1월 : 옴니텔 무선서비스 실장
- 1996년 1월 ~ 2000년 1월 : 오리콘CNS CTO, 무브인터렉티브 CTO